# 日米野球2006
イオン日米野球2006（英語: AEON All-Star Series 2006 NPB vs. MLB ）は、日本野球機構（NPB）とメジャーリーグベースボール（MLB）の選抜オールスターチームが2006年に日本で対戦した日米野球。同年をもって一旦休止となる。

## 概要
- 主催：MLB機構、MLB選手会、NPB、読売新聞社
- 冠特別協賛：AEON、イオングループ各社
- 特別協賛：伊藤ハム
- 協賛：日本グッドイヤー、マスターカードインターナショナル
- テーマソング：『THE SHOW』（KREVA）

## 試合日程
伊藤ハムプレゼンツ・親善試合
- 11月2日：読売ジャイアンツvs.MLBオールスターズ（東京ドーム）

※巨人が一塁側・後攻め。MLBオールスターズが三塁側。
イオン日米野球・NPBオールスターズvs.MLBオールスターズ
- 11月3日：第1戦（東京ドーム）
- 11月4日：第2戦（東京ドーム）
- 11月5日：第3戦（東京ドーム）
- 11月7日：第4戦（京セラドーム大阪）
- 11月8日：第5戦（福岡ヤフードーム）

※全試合ともMLBオールスターズが三塁側、NPBオールスターズが一塁側。第1、3、5戦はMLBオールスターズ、第2、4戦はNPBオールスターズが後攻め。
※延長13回までで同点の場合引き分けとするが再試合はしない。

## 賞金
イオン日米野球5試合において勝ち越したチームに対しその勝利度数により賞金を贈る。
- 3勝：1億円
- 4勝：1億2000万円
- 5勝（全勝）：1億4000万円

## 出場メンバー
- MLBオールスターズはMLB機構からの選考によって選ばれた選手。
イオン日米野球2006　MLB選抜チーム（外部リンク）
- NPBオールスターズはファン投票により選ばれた12人（各ポジション原則1名ずつ。投手は先発・中継ぎ・抑えの3名）とNPB推薦選手。中日を除く11球団の選手が参加した。
イオン日米野球2006　NPB選抜チーム（外部リンク）

## 始球式
- 親善試合：中畑清（元読売ジャイアンツ内野手・アテネ五輪代表コーチ、日本テレビ野球解説者）
- 第1戦：安倍晋三（首相）
- 第2戦：山本浩二（元広島東洋カープ外野手、前広島監督、日本テレビ野球解説者）
- 第3戦：村田兆治（元ロッテオリオンズ投手、NHK野球解説者）
- 第4戦：門田博光（元南海→オリックス→ダイエー外野手、2006年野球殿堂入り）
- 第5戦：豊田泰光（元西鉄ライオンズ→サンケイアトムズ、2006年野球殿堂入り）

## 試合結果
- 親善試合　△巨人 7－7 MLB△
- 第1戦：●NPB 2－3 MLB○
- 第2戦：●NPB 6－8 MLB○
- 第3戦：●NPB 4－11 MLB○ 
MLBオールスターズが3連勝で、同大会の勝ち越しが決定した。
- 第4戦：●NPB 2－7 MLB○
- 第5戦：●NPB 3－5 MLB○
72年ぶりにMLBチーム勢が全勝。

## 中継
- テレビ
  - 親善試合、第1、4、5戦：日本テレビ系（第4戦はYTV、第5戦はFBS制作協力）
  - 第2、3戦：テレビ朝日系
- ラジオ
  - 第1、4、5戦：ニッポン放送（第5戦はKBCラジオにもネット）
  - 第2、3戦：TBSラジオ